# Суперкубок Європи 1972
Суперкубок Європи 1972 — 1-й неофіційний офіційний розіграш Суперкубка Європи. У турнірі зіграли переможець Кубка європейських чемпіонів 1971—1972 нідерландський «Аякс» та переможець Кубка володарів кубків 1971—1972 шотландський «Рейнджерс». Титул володаря Суперкубка Європи здобув «Аякс».
Ідею схожих зустрічей запропонував нідерландський журналіст газети «De Telegraaf» Антон Віткамп, який вирішив визначити найсильнішу команду Європи. 1972 року Віткамп розповів про свою ідею Япу Ван Прагу, що був у той час президентом амстердамського «Аякса», який своєю чергою був чинним володарем Кубка чемпіонів. Керівник нідерландського клубу зустрів схожу перспективу з ентузіазмом. Незабаром Віткамп, батько Ван Прага, Міхаель, і сам президент «Аякса» прибули в Цюрих для зустрічі з президентом УЄФА Артеміо Франкі. Але за підсумками розмови італійський функціонер відмовив їм у офіційній підтримці турніру з причини діючої дискваліфікації «Рейнджерс» через поведінку вболівальників шотландського колективу під час фіналу Кубка володарів кубків 1972. У результаті розіграш погодився фінансувати сам «De Telegraaf», а протистояння присвятили до століття «джерс», що святкувалось у той же рік.
Не дивлячись на те, що дане протистояння офіційно не було признане УЄФА, саме ці поєдинки між «Аяксом» та «Рейнджерс» називають першим розіграшем Суперкубка Європи.

## Перший матч
| 16 січня 1973 |

| Рейнджерс      | 1:3      | Аякс                      |
| -------------- | -------- | ------------------------- |
| Макдональд 41' | Протокол | Реп 34' Кройф 45' Ган 76' |

| «Айброкс», Глазго Глядачів: 57 000 Арбітр: Алістайр Маккензі |

|                  |  |                    |  |     |
|                  |  |                    |  |     |
| В                |  | Пітер Макклой      |  |     |
| З                |  | Сенді Джардін      |  |     |
| З                |  | Віллі Матіесон     |  |     |
| З                |  | Джон Грейг (к)     |  |     |
| З                |  | Дерек Джонстон     |  | 66' |
| З                |  | Дейв Сміт          |  |     |
| ПЗ               |  | Том Форсіт         |  |     |
| ПЗ               |  | Алфі Конн-молодший |  | 46' |
| ПЗ               |  | Алекс Макдональд   |  |     |
| ПЗ               |  | Квінтон Янг        |  |     |
| Н                |  | Дерек Парлейн      |  |     |
| Запасні:         |  |                    |  |     |
| ПЗ               |  | Томмі Маклін       |  | 46' |
| ПЗ               |  | Грем Файф          |  | 66' |
| Головний тренер: |  |                    |  |     |
| Джок Воллес      |  |                    |  |     |

|                  |  |                   |  |
|                  |  |                   |  |
| В                |  | Гейнц Стей        |  |
| З                |  | Вім Сюрбір        |  |
| З                |  | Баррі Гюльсгофф   |  |
| З                |  | Горст Бланкенбург |  |
| З                |  | Руд Крол          |  |
| ПЗ               |  | Арі Ган           |  |
| ПЗ               |  | Геррі Мюрен       |  |
| ПЗ               |  | Арнольд Мюрен     |  |
| Н                |  | Джонні Реп        |  |
| Н                |  | Йоган Кройф       |  |
| Н                |  | Піт Кейзер        |  |
| Головний тренер: |  |                   |  |
| Штефан Ковач     |  |                   |  |

## Повторний матч
| 24 січня 1973 |

| Аякс                               | 3:2      | Рейнджерс             |
| ---------------------------------- | -------- | --------------------- |
| Ган 12' Мюрен 37' (пен.) Кройф 79' | Протокол | Макдональд 2' Янг 35' |

| «Олімпійський стадіон», Амстердам Глядачів: 26 168 Арбітр: Ганс-Йоахім Вейланд |

|                  |  |                   |  |
|                  |  |                   |  |
| В                |  | Гейнц Стей        |  |
| З                |  | Вім Сюрбір        |  |
| З                |  | Баррі Гюльсгофф   |  |
| З                |  | Горст Бланкенбург |  |
| З                |  | Руд Крол          |  |
| ПЗ               |  | Арі Ган           |  |
| ПЗ               |  | Геррі Мюрен       |  |
| ПЗ               |  | Йоган Нескенс     |  |
| Н                |  | Шак Сварт         |  |
| Н                |  | Йоган Кройф       |  |
| Н                |  | Піт Кейзер        |  |
| Головний тренер: |  |                   |  |
| Штефан Ковач     |  |                   |  |

|                  |  |                  |  |
|                  |  |                  |  |
| В                |  | Пітер Макклой    |  |
| З                |  | Сенді Джардін    |  |
| З                |  | Віллі Матіесон   |  |
| З                |  | Джон Грейг (к)   |  |
| З                |  | Дерек Джонстон   |  |
| З                |  | Дейв Сміт        |  |
| ПЗ               |  | Том Форсіт       |  |
| ПЗ               |  | Томмі Маклін     |  |
| ПЗ               |  | Алекс Макдональд |  |
| ПЗ               |  | Квінтон Янг      |  |
| Н                |  | Дерек Парлейн    |  |
| Головний тренер: |  |                  |  |
| Джок Воллес      |  |                  |  |